# Ptericoptus corumbaensis
Ptericoptus corumbaensis är en skalbaggsart som beskrevs av Maria Helena M. Galileo och Martins 2003. Ptericoptus corumbaensis ingår i släktet Ptericoptus och familjen långhorningar. Inga underarter finns listade i Catalogue of Life.